# سلیم فالکلند
سلیم فالکلند (نام علمی: Charadrius falklandicus) نام یک گونه از سرده سلیم‌های طوق‌دار است.